# Phoenix Deer Valley Airport

i7
i11
i13
Der Flughafen Phoenix Deer Valley (englisch Phoenix Deer Valley Airport, IATA-Code: DVT, ICAO-Code: KDVT)  ist ein Flughafen in Phoenix, Arizona in den USA.

## Lage und Anfahrt
Der Flughafen liegt im Stadtteil „Dear Valley Village“, etwa 27 km nördlich von der Innenstadt Phoenix entfernt.

Mit dem Pkw ist der Flughafen unter anderem über die Arizona State Route 101 oder die Interstate 17 zu erreichen.

## Fluggesellschaften und Ziele
Der Flughafen wird nicht von Fluggesellschaften im Liniendienst angeflogen; er dient als Ausweich- und Entlastungsflughafen für den Flughafen Phoenix.

## Zwischenfälle
Laut Aviation Safety Network sind keine Flugunfälle am Flugplatz bekannt. Bei zwei Crashtests wurde je eine Douglas DC-7 (April 1964) und Lockheed L-1649 Starliner zu Forschungszwecken geplant zerstört (siehe unten).
- Am 24. April 1964 wurde eine Douglas DC-7 der Federal Aviation Agency – FAA (N68N) auf dem Flugplatz Phoenix Deer Valley bei einem Crashtest zu Forschungszwecken geplant zerstört. Personen kamen nicht zu Schaden.[3]

- Am 3. September 1964 wurde eine Lockheed L-1649A Starliner der Federal Aviation Agency – FAA (LV-GLI) auf dem Flugplatz Phoenix Deer Valley bei einem Crashtest zu Forschungszwecken geplant zerstört. Personen kamen nicht zu Schaden.[4]